# Pierre Vidal (homme politique, 1773-1843)
Pour les articles homonymes, voir Pierre Vidal et Vidal.
Pierre Vidal, né le 21 décembre 1773 à Foix (Ariège) et mort le 28 décembre 1843 dans la même ville, est un homme politique français.

## Biographie
Il est le fils de Pierre Vidal, docteur en médecine, et de Marie Pelouse, il étudie le droit et exerce la profession d'avocat à Foix.

## Détail des fonctions et des mandats
Mandat parlementaire
- 15 mai 1815 - 13 juillet 1815 : Député de l'Ariège